# Prionopleurus
Genre
Prionopleurus est un genre éteint de poissons osseux de la famille des Semionotidae et qui vivait lors du Permien.

## Systématique
Le genre Prionopleurus a été créé en 1852 par le paléontologue allemand Gotthelf Fischer von Waldheim (1771-1853).
Selon Paleobiology Database ce genre n'est représenté par aucune espèce. Toutefois, dans son article de 1852, Gotthelf Fischer von Waldheim donnait une description pour l'espèce Prionopleurus bronnii.

## Étymologie
Le nom générique, Prionopleurus, du grec ancien πρίων, príôn, « scie », et πλάγος, pleúrôs, « côte, côté, flanc », fait référence aux appendices triangulaires présents sur les côtes de ce poisson, au nombre total de cinq « dents » de chaque côté.
L'épithète spécifique, bronnii, a été donnée en l'honneur du géologue et paléontologue allemand Heinrich Georg Bronn (1800-1862) alors professeur à Heidelberg.

## Publication originale
- G. Fischer de Waldheim, « Notice sur quelques poissons fossiles de la Russie », Bulletin de la Société des naturalistes de Moscou, Moscou, МГУ, vol. 25, nos 1-2,‎ 1852, p. 170-176 (ISSN 0007-7682, OCLC 1758754, lire en ligne).